# Lommeregner
En lommeregner er en regnemaskine der, som navnet antyder, er lavet til at kunne være i en lomme. De får ofte deres energi fra et batteri, men der findes også modeller der drives af solceller.
Lommeregnere findes i et væld af udformninger og med et større eller mindre sortiment af regnefunktioner, tilpasset forskellige formål, men de fælles grundtræk er et display der viser dels resultater af beregninger, dels viser de tal der indtastes, samt et antal taster til at indtaste tal og beregninger med. Det indre af de fleste moderne lommeregnere er i dag blot et batteri og en enkelt "chip" der indeholder al fornøden elektronik til at udføre alle de beregninger, lommeregneren tilbyder.

## Forskellige slags lommeregnere
Lommeregnere kan groft inddeles i nogle kategorier, f.eks.:
- "Husholdnings-lommeregneren" kan håndtere de fire grundlæggende regnearter, og typisk også procentregning og tage kvadratroden af et tal. Mange har også en memory-funktion der kan huske et resultat til senere brug (memory er engelsk for "hukommelse").
- Matematikregneren har dertil en række taster for trigonometriske regneoperationer, logaritmer og meget andet. Mange af disse funktioner virker ligesom kvadratrodstasten på "husholdnings-lommeregneren", ved med det samme at omregne det tal der er vist i displayet, til den matematiske funktion af tallet.
- Finans-regneren og andre specialiserede regnemaskiner minder om matematikregneren, men tilbyder regneoperationer tilpasset behovene indenfor bestemte fag, her finanssektoren.
- Den programmerbare lommeregner tilbød noget der ellers kun var tilgængeligt på store computere: Man kunne programmere den til at udføre en kompliceret beregning, og derefter få denne beregning udført på en masse tal. Denne type lommeregnere var en kort overgang populære blandt ingeniører og videnskabsfolk, indtil de første små hjemmecomputere kom frem.
- Lommecomputeren, som dukkede op i 1980'erne, var en videreudvikling af den programmerbare lommeregner: De havde komplet "skrivemaskine-tastatur", og kunne programmeres i f.eks. BASIC – alt sammen i et lille apparat man kunne have i en lomme (om end en stor én).

## Sådan virker en lommeregner
Elektronikken inde i en moderne lomme- eller bordregner er et klassisk eksempel på en computer af den slags der kaldes et indlejret system. Lommeregneren er en computer, om end en ganske "lille" én af slagsen, og den udfører et program som fabrikanten har indbygget i et ROM-delkredsløb i systemet, "én gang for alle". Dette program instruerer computeren i at "opfange" hvilke taster der bliver trykket på, hvordan de skal fortolkes, hvordan beregningerne skal udføres, og hvordan resultaterne skal vises på displayet.
Det eneste der skiller den lille "husholdnings-lommeregner" fra den store matematikregner, er at matematikregneren kræver lidt mere computerkraft, flere taster og muligvis et grafisk display. Men dybest set er "indmaden" stadigvæk batteri, en chip, knapper og et display.

## Historie
Indtil først i 1960'erne havde man klaret regnearbejde på kontorer og andre steder ved hjælp af dels manuel udregning "med papir og blyant", med forskellige former for regnestokke, samt med mekaniske regnemaskiner som dem der er vist nedenfor. De mekaniske regnemaskiner var indrettet til at stå på et (solidt) skrivebord, og de blev drevet af enten et håndsving eller en indbygget elektromotor.
- Facit NTK (1954)
- Triumphator CRN1 (1958)
- Walther WSR160 (1960)
- Olivetti Divisumma 24 (1964)

I starten af 1960'erne kom de rent elektroniske regnemaskiner på markedet (IBM demonstrerede en prototype i 1954): De var bygget op af utallige diskrete elektroniske komponenter og krævede strøm fra en stikkontakt, så de var stadigvæk lavet til at stå på et bord, og bestemt ikke "lomme-egnede".
Da teknikken bag det integrerede kredsløb blev udviklet midt i 1960'erne, blev det muligt at samle store dele af kredsløbet til en regnemaskine i enkelte komponenter: Fra at samle tusinder af diskrete komponenter kunne man nu lave en regnemaskine af henved f.eks. 20 integrerede kredsløb ("chips" i daglig tale). Og derefter gik udviklingen hen mod den måde man laver lommeregnere i dag: I 1969 kom den første regnemaskine (stadigvæk en "bord-regner"), hvor så godt som al elektronikken var samlet i ét integreret kredsløb.

### Strømforbrug og visning af tallene
De første batteridrevne regnemaskine i en størrelse der kunne kaldes en "lommeregner", kom i begyndelsen af 1970'erne. Inden da havde man benyttet glødetråde (som i en glødelampe) eller Nixie-rør til at vise resultaterne med – teknikker der krævede mere elektrisk strøm og/eller spænding end man kan hente fra batterier. Da man opfandt lysdioden, kunne man lave et display med tilstrækkelig lavt strømforbrug til batteridrift – alligevel holdt et sæt nye batterier ikke længe – i enkelte tilfælde nogle få timer.
En helt ny måde at vise resultaterne på, LCD eller "flydende krystal-display", kom i 1971: I modsætning til alle andre elektroniske måder at vise tal på, "lyser" et LCD-display ikke, og bruger derfor meget mindre elektrisk energi. De første displays af denne art var dog temmelig dyre og ikke altid pålidelige, så først midt i 1970'erne blev flydende krystaller det mest almindelige display på lommeregnere.
Med denne teknik kunne en lommeregner nu fungere i et år eller mere på et enkelt, lillebitte batteri. Omkring 1978 kunne man købe modeller med indbyggede solceller; disse havde ingen knap til at tænde og slukke med, men gerne en slags "genstarts-knap" (typisk mærket "AC"), da for lidt lys – og dermed for lidt strøm – kan få disse lommeregnere til at "gå i baglås".

### Lommeregnere alle vegne
I midten af 1970'erne kunne både elektronikken og strømkilden til en regnemaskine gøres ekstremt små, så i årene der fulgte blev miniature-regnemaskiner bygget ind i forskellige redskaber – nogle mere kuriøse end nyttige! F.eks. en kuglepen eller lineal med indbygget regnemaskine, et checkhæfte-etui som kunne holde regnskab med checkkontoen, samt ure og smykker med så små "taster" at det gerne krævede en nål, blyant, bøjet papirclip eller noget andet spidst for at bruge deres indbyggede regnemaskine.
Andre regnemaskiner var blot miniaturiseret, så de kunne sidde i en nøglering eller være på størrelse (og tykkelse!) med et kreditkort – sidstnævnte variant er ofte set som reklamegave, hvilket siger noget om de lave omkostninger ved at fremstille en lommeregner.
Udeover de fysiske lommeregnere så har man også mange muligheder for at kunne benytte de lommeregnere der er tilgængelige online, og nu (2019) er  det standardapper i pc-styresystemer og mobiltelefoner.

### Farvel til regnestokken
I løbet af 1970'erne blev lommeregnerne billigere end en regnestok – med nogle ganske få undtagelser blev de sidste regnestokke (og andre tilsvarende regneredskaber) fremstillet i det årti.

De gamle mekaniske bordregnere blev fortrængt af elektroniske modeller, om end der er grænser for hvor lille man kan gøre en bordregner som skal kunne betjenes let og hurtigt af menneskelige fingre det meste af en arbejdsdag. Den seneste anvendelige regnestok var Aristo-Studio.

### Regnestokkens efterfølger
Lommeregneren fra Texas Instruments TI SR-50 og TI SR-51 var de første matematiske lommeregnere.[kilde mangler]
Apollo 11 landede på månen med 2 stk. Hewlett-Packard HP-35 lommeregnere som reserve, hvis noget med hovedcomputerene gik galt.[kilde mangler]
Set i forhold til Apollo 11 der landede på månen 20. juli 1969 koster regnekraften nu få hundrede kroner. [kilde mangler]

## To måder at "lomme-regne" på
Ved skiftet fra mekaniske til elektroniske regnemaskiner tilstræbte nogle fabrikanter at de nye elektroniske modeller skulle betjenes på den måde, mange mennesker allerede havde lært at betjene de tidligere mekaniske modeller. Nogle af de gamle mekaniske maskiner brugte et indtastningssystem kaldet omvendt polsk notation, og af den grund findes der i dag lommeregnere (navnlig matematikregnere af fabrikatet Hewlett-Packard), hvor regnestykkerne skal indtastes på denne måde.
Andre fabrikanter, med Texas Instruments i spidsen, benyttede skiftet fra mekanik til mikroelektronik til at gøre betjeningen mere "lige til": På deres regnemaskiner indtaster man simpelt hen stykket som det skrives, og efter et tryk på "=" står svaret i displayet.